# Abbaye de Brondolo
L'abbaye de Brondolo est une abbaye bénédictine puis cistercienne située dans les faubourgs sud de la commune de Chioggia, à l'extrémité méridionale de la Lagune de Venise.
Fondation bénédictine dont l'origine est mal connue, datant probablement du VIIIe siècle, elle devient cistercienne en 1229. Un siècle et demi plus tard, la guerre de Chioggia fait de nombreux ravages à l'abbaye. Quelques années plus tard, les moines sont contraints de fermer définitivement celle-ci.

## Localisation et toponymie
L'abbaye était située dans les faubourgs méridionaux de Chioggia, dans un quartier qui continue de porter le nom Brondolo,.

## Histoire

### Fondation bénédictine
L'abbaye est fondée par des moines bénédictins très probablement d'origine lombarde ; pour les autorités lombardes, la création de ce monastère s'inscrit dans une politique de peuplement dirigée vers la Lagune de Venise. Dans cette optique, le monastère est envisagé comme une garantie de stabilité et un relais commercial efficace, notamment dans la récolte et le négoce du sel marin.
L'abbaye assurait également durant les trois premiers siècles de son existence une fonction d'échange culturel entre les civilisation lombarde et vénéto-byzantine. En 1013, les frères Domenico et Giovanni Falier donnent à l'abbaye l'église San Beneto de Venise, ce qui lui permet d'affirmer ce rôle de lien.

### Communauté cistercienne
En 1229, la réforme amorcée par l'abbaye Sainte-Justine de Padoue amène l'abbaye de Brondolo à se rattacher à l'ordre cistercien, en s'affiliant à Chiaravalle della Colomba.

### Guerre et fin de l'abbaye
Les livres de compte montrent que l'abbaye n'est guère prospère au XIVe siècle. En 1338, l'abbé règle un certain nombre d'arriérés, mais le document précise qu'il en reste encore de nombreux, qui seront payés au retour de la prospérité de l'abbaye.
La guerre de Chioggia est fatale à l'abbaye : elle cause de nombreux ravages au monastère et à ses possessions. Les moines ne se résignent pas immédiatement et persistent durant une trentaine d'années ; mais, leurs principaux revenus ayant disparu, ils doivent se résigner en 1409 à obtempérer aux exigences du Grand Conseil de Venise, qui les déplace sur l'île de Santo Spirito.

## Historiographie
Une centaine de manuscrits du monastère, la plupart datant du XIIe siècle, sont désormais conservés à la Bibliothèque universitaire de Heidelberg (de) depuis 1886. Auparavant, ils étaient conservés aux Archives générales de Karlsruhe (de),.